# 1985 au Brésil
Chronologie du Brésil
- 1981
- 1982
- 1983
- 1984
- 1985
- 1986
- 1987
- 1988
- 1989

Cette page concerne des événements d'actualité qui se sont produits durant l'année 1985 au Brésil.

## Événements
- 11 janvier : première édition du festival de musique Rock in Rio
- 15 janvier : Tancredo Neves est élu président du Brésil avec une majorité de 489 contre 180 voix au Congrès, marquant la fin de la dictature militaire
- 8 février : le premier satellite brésilien, BrasilSat A1, est lancé de la base de lancement française de Kourou, en Guyane.
- 8 mai : le Congrès approuve par un amendement de la constitution l'élection du président du Brésil au suffrage universel direct.

## Naissances
- 9 janvier : Bobô, footballeur.
- 20 janvier : Ana Terra, auteur et illustratrice de littérature pour enfants
- 22 avril : Leandro Salino, footballeur
- 10 mai : Diego Tardelli, footballeur
- 4 juin : Ana Carolina Reston, mannequin
- 25 juillet : Nelson Piquet Jr., pilote automobile

## Décès
- 10 avril : Cora Coralina, poétesse
- 21 avril : Tancredo Neves, homme politique et élu président du Brésil
- 9 octobre : Emílio Garrastazu Médici, 28e président du Brésil
- 22 décembre : Eliseu Paglioli, pionnier de la neurochirurgie au Brésil